# آندرو کنگو
آندرو کنگو (انگلیسی: Andro Knego؛ زادهٔ ۲۱ اکتبر ۱۹۵۶) بازیکن بسکتبال اهل یوگسلاوی بود.
از باشگاه‌هایی که در آن بازی کرده‌است می‌توان به سیبونا زاگرب اشاره کرد.
وی در مسابقات کشوری و بین‌المللی در مجموع برندهٔ ۳ مدال طلا، ۲ مدال نقره، ۳ مدال برنز شده‌است.